# Южноафриканская чёрная кошачья акула
Южноафриканская чёрная кошачья акула (Apristurus saldanha) — один из видов рода чёрных кошачьих акул (Apristurus) из семейства кошачьих акул (Scyliorhinidae).

## Ареал
Это редкий и малоизученный глубоководный вид, эндемичный для вод Южной Африки. Встречается на глубине 344—1009 м.

## Описание
У этой акулы плотное тело, большие глаза, длинная, толстая и широкая морда, длинные губные борозды, рот расположен позади линии глаз, крупные грудные плавники. Окрас тёмный коричнево-серый.

## Биология
Максимальный зафиксированный размер 88,5 см. Самцы становятся половозрелыми при длине 74 см, а самки — 70 см. Размножается, откладывая яйца, заключенные в твёрдую капсулу. Рацион состоит из ракообразных, кальмаров и маленьких рыб.

## Взаимодействие с человеком
Изредка попадает в сети при лове южноафриканской глубоководной мерлузы (Merluccius paradoxus), который ведётся на глубине приблизительно 700 м. Международный союз охраны природы присвоил этому виду статус сохранности «Вызывающий наименьшие опасения».